# Championnat du Suriname de football 1999-2000
Navigation
Saison précédente Saison 2001-2002
La saison 1999-2000 du Championnat du Suriname de football est la soixante-cinquième édition de la Hoofdklasse, le championnat de première division au Suriname. Les quatorze formations de l'élite sont réunies au sein d'une poule unique où elles s'affrontent deux fois au cours de la saison. À l'issue du championnat, les deux derniers du classement sont relégués tandis que les 11e et 12e doivent disputer un barrage de promotion-relégation.
C'est le SV Transvaal qui remporte la compétition cette saison après avoir terminé en tête du classement final, avec trois points d'avance sur le tenant du titre, le Sportvereniging Nationaal Leger. Il s’agit du dix-neuvième titre de champion du Suriname de l'histoire du club.

## Les clubs participants
- SV Voorwaarts
- Sportvereniging Nationaal Leger
- SV DEGO - Promu de Eerste Klasse
- SV Leo Victor
- Inter Moengotapoe
- Royal'95 - Promu de Eerste Klasse
- SV House Of Billiards - Promu de Eerste Klasse
- SV Moengotapoe - Promu de Eerste Klasse
- SV Ricanaumoffo - Promu de Eerste Klasse
- SV Klaas Tiger - Promu de Eerste Klasse
- SV De Rest - Promu de Eerste Klasse
- SV Transvaal
- SCSV Kamal Dewaker
- SV Robinhood

## Compétition
Le barème de points servant à établir le classement se décompose ainsi :
- Victoire : 3 points
- Match nul : 1 point
- Défaite : 0 point

### Classement
| Rang | Équipe                           | Pts | J  | G  | N  | P  | Bp | Bc | Diff |
| ---- | -------------------------------- | --- | -- | -- | -- | -- | -- | -- | ---- |
| 1    | SV Transvaal                     | 57  | 26 | 17 | 6  | 3  | 64 | 26 | +38  |
| 2    | Sportvereniging Nationaal LegerT | 54  | 26 | 16 | 6  | 4  | 66 | 26 | +40  |
| 3    | Royal'95P                        | 49  | 26 | 13 | 10 | 3  | 55 | 33 | +22  |
| 4    | SV House of BilliardsP           | 49  | 26 | 14 | 7  | 5  | 55 | 45 | +10  |
| 5    | SV Robinhood                     | 47  | 26 | 13 | 8  | 5  | 59 | 31 | +28  |
| 6    | SV Voorwaarts                    | 46  | 26 | 13 | 7  | 6  | 59 | 39 | +20  |
| 7    | SV Leo Victor                    | 39  | 26 | 11 | 6  | 9  | 47 | 44 | +3   |
| 8    | SV MoengotapoeP                  | 34  | 26 | 9  | 7  | 9  | 34 | 37 | -3   |
| 9    | Inter Moengotapoe                | 28  | 26 | 7  | 7  | 12 | 42 | 46 | -4   |
| 10   | SV DEGO                          | 28  | 26 | 7  | 7  | 12 | 45 | 63 | -18  |
| 11   | SV RicanaumoffoP                 | 25  | 26 | 5  | 10 | 11 | 40 | 49 | -9   |
| 12   | SCSV Kamal Dewaker               | 20  | 26 | 5  | 5  | 16 | 44 | 68 | -24  |
| 13   | SV Klaas TigerP                  | 14  | 26 | 3  | 5  | 18 | 27 | 68 | -41  |
| 14   | SV De RestP                      | 6   | 26 | 1  | 3  | 21 | 35 | 97 | -62  |

|  | Qualification pour la CFU Club Championship 2001   |
|  | Participation aux barrages de promotion-relégation |
|  | Relégation en Eerste Klasse                        |
|  | T : Tenant du titre P : Promu de Eerste Klasse     |

## Bilan de la saison
| Championnat du Suriname de football 1999-2000 |                                 |
| Champion                                      | SV Transvaal (19e titre)        |
| Coupes et trophées                            |                                 |
| Vainqueur de la Coupe du Suriname 1999-2000   | Non disputée                    |
| Qualifications continentales                  |                                 |
| CFU Club Championship 2001                    | SV Transvaal                    |
| CFU Club Championship 2001                    | Sportvereniging Nationaal Leger |
| Promotions et relégations                     |                                 |
| Promus en Hoofdklasse                         | Jai Hind 92                     |
| Promus en Hoofdklasse                         | FCS Nacional                    |
| Promus en Hoofdklasse                         | SV Young Rhythm                 |
| Relégués en Eerste Klasse                     | SV De Rest                      |
| Relégués en Eerste Klasse                     | SV Klaas Tiger                  |
| Relégués en Eerste Klasse                     | SCSV Kamal Dewaker              |